# Amt Burg-Gemünden
Das Amt Burg-Gemünden war ein Amt der Landgrafschaft und zuletzt des Großherzogtums Hessen.

## Funktion
In Mittelalter und Früher Neuzeit waren Ämter eine Ebene zwischen den Gemeinden und der Landesherrschaft. Die Funktionen von Verwaltung und Rechtsprechung waren hier nicht getrennt. Dem Amt stand ein Amtmann vor, der von der Landesherrschaft eingesetzt wurde. 

## Geschichte
Das Amt Burg-Gemünden war mit der Ziegenhainer Erbschaft an die Landgrafschaft Hessen gelangt. Bei den Teilungen der Landgrafschaft nach dem Tod des Landgrafen Philipp I. 1567 wurde es letztendlich Teil der Landgrafschaft Hessen-Darmstadt, die dann 1806 zum Großherzogtum Hessen wurde.
1820 wurde das Amt Burg-Gemünden aufgelöst und dem Amt Homberg an der Ohm zugeschlagen. Dieses aber wurde bei der Verwaltungsreform im Großherzogtum 1821 dann auch aufgelöst. Mit dieser Reform wurden auch auf unterer Ebene Justiz und Verwaltung getrennt, für die bisher in den Ämtern wahrgenommenen Verwaltungsaufgaben Landratsbezirke geschaffen, für die erstinstanzliche Rechtsprechung Landgerichte und die Ämter wurden aufgelöst. Die Verwaltungsaufgaben des Amtes Homberg an der Ohm wurden auf den Landratsbezirk Kirtorf, die Rechtsprechung auf das Landgericht Homberg an der Ohm übertragen, das Amt Homberg an der Ohm aufgelöst.

## Bestandteile
Am Ende des Alten Reiches gehörten nachfolgend aufgeführte Gemeinden zum Amt Burg-Gemünden:
- Bleidenrod
- Burg-Gemünden
- Elpenrod
- Ermenrod
- Grubenbach (Hof)
- Hainbach
- Nieder-Gemünden
- Otterbach
- Schmitthof (Hof)
- Sorge (Hof)[Anm. 1]

## Recht
Im Amt Burg-Gemünden galt das Gemeine Recht. Es behielt seine Geltung auch im gesamten 19. Jahrhundert und wurde erst zum 1. Januar 1900 von dem einheitlich im ganzen Deutschen Reich geltenden Bürgerlichen Gesetzbuch abgelöst.